# Kurt Weidner (Schauspieler)
Kurt Weidner (* 21. Februar 1907 in Oberhof, Thüringen, Deutsches Reich; † nach 1978) war ein deutscher Tänzer und Schauspieler bei Bühne und Fernsehen.

## Leben
Weidner erhielt eine Ausbildung zum Tänzer und Schauspieler und begann seine Laufbahn 1931 als Balletttänzer in Gotha. Anschließend ging er in die Provinz und nach Berlin, wo man ihn an mehreren hauptstädtischen Bühnen sehen konnte. Später war er ein freischaffender Künstler, der sich nicht mehr fest an eine Spielstätte band. Sein letztes Engagement im Dritten Reich brachte ihn während des Zweiten Weltkriegs nach Wesermünde, ehe er 1943 eingezogen wurde.
Die frühe Nachkriegszeit führte Kurt Weidner bis 1954 ans Theater von Bremerhaven, danach war er mehrere Spielzeiten in Konstanz tätig, ehe er sich in den 1960er Jahren in Berlin einfand und wieder auf die Bühnenbretter (u. a. Berliner Theater) stieg. Weidner machte auch Hörfunk und übernahm Aufträge als Synchronsprecher. Vor die Kamera trat Kurt Weidner recht spät, erst mit über 60 Jahren wurde er regelmäßig mit kleineren Rollen in Fernsehspielen bedacht. Bereits 1975 verliert sich seine Spur wieder.

## Filmografie
- 1960: Das ehrbare Mädchen – die gute Gattin
- 1968, 1969: Die Unverbesserlichen (Fernsehserie, Folgen … und ihre Sorgen/… und ihre Menschenkenntnis)
- 1969: Nachrichten aus der Provinz
- 1969: Ein Jahr mit Sonntag
- 1971: Besuch der Tochter
- 1971: Geschäfte mit Plückhahn
- 1972: Hoopers letzte Jagd
- 1972: Mandala
- 1972: Hamburg Transit (Fernsehserie, Folge Endstation Fuhlsbüttel)
- 1972: Auf Befehl erschossen
- 1973: Eine geschiedene Frau
- 1974: Preußenkorso Nr. 17
- 1975: Berlin 0:00 – 24.00 Uhr (Fernsehserie, Folge Der Geburtstag)